# Sebastian Killermann
Matthias Sebastian Killermann (* 21. Dezember 1870 in Landshut; † 4. April 1956 in Regensburg) war ein deutscher katholischer Geistlicher und Mykologe. Sein botanisch-mykologisches Autorenkürzel lautet „Killerm.“.

## Leben und Wirken

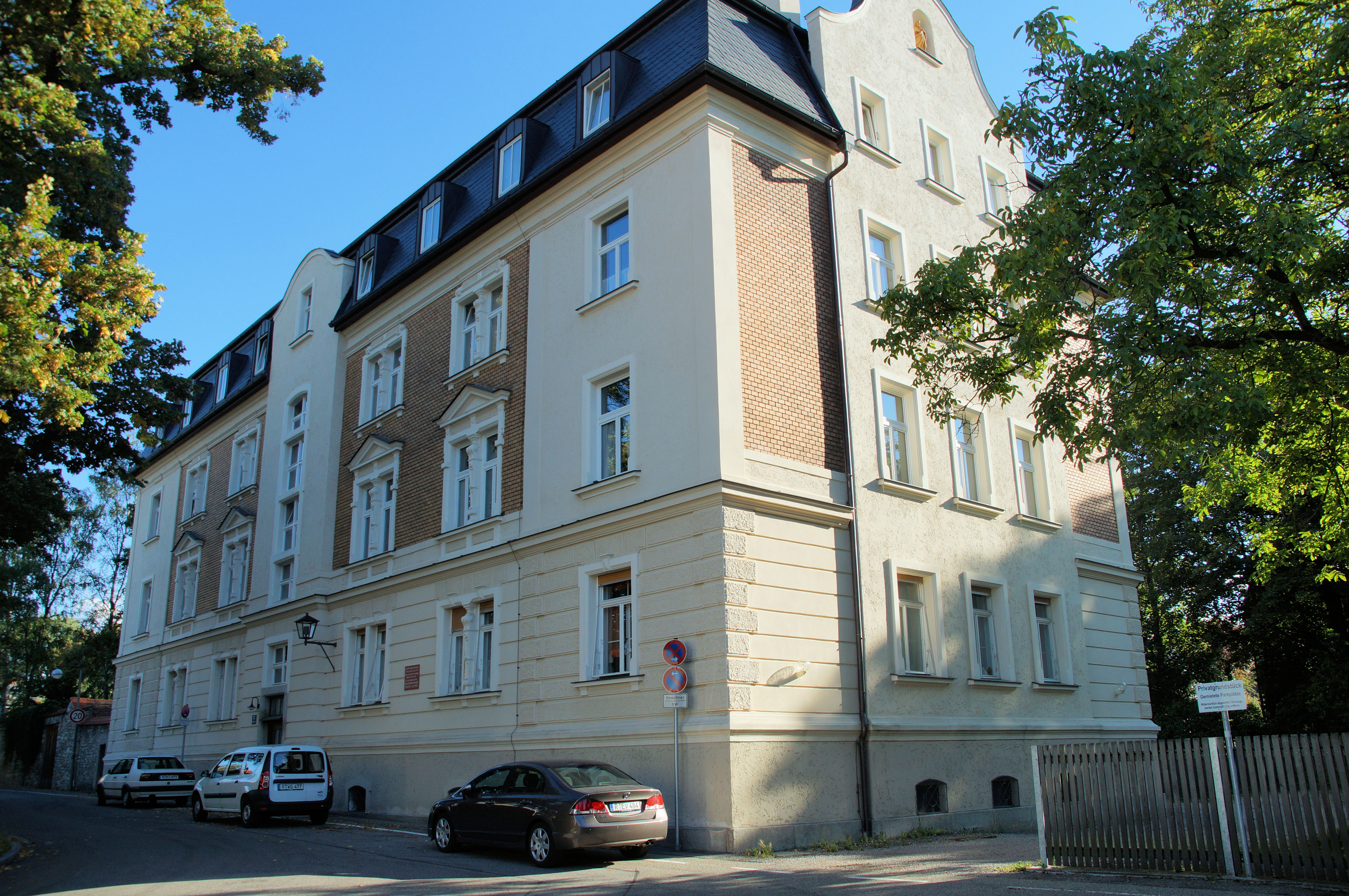
Stahlzwingerweg 23 in Regensburg: Wohnhaus von Sebastian Killermann in den Jahren 1901–1956

Sebastian Killermann wurde am 21. Dezember 1870 in Landshut als Sohn einer vielköpfigen Bauernfamilie geboren. Er besuchte die Gymnasien von Landshut und Straubing, die er mit dem Abitur 1890 abschloss. Danach studierte er Theologie und Naturwissenschaften an der Münchner Universität und promovierte bereits nach drei Jahren bei dem Anthropologen Johannes Ranke. Daraufhin folgte der Wechsel an das Regensburger Priesterseminar, wo er nach dessen Abschluss im Sommer 1895 von Bischof Ignatius von Senestrey zum Priester geweiht wurde. Hierauf folgten Jahre der Seelsorge als Priester und eine weitere Ausbildung bzw. der Abschluss der Prüfung für das „höhere Lehramt“.
 Im Jahre 1901 wurde er zum außerordentlichen Professor für Anthropologie, Zoologie und Botanik an das Königlich-Bayerische Lyzeum in Regensburg berufen. Wie alle bayerischen Lyzeen wurde auch das in Regensburg im Jahr 1923 in eine Philosophisch-theologische Hochschule umgewandelt, an der Killermann bis zu seiner Emeritierung im März 1936 lehrte.
Eine außergewöhnliche Tätigkeit als Gutachter kam Killermann im Zusammenhang mit der bischöflichen Untersuchungen der Vorgänge um die sogenannte „Stigmatisation“ der Therese Neumann zu. In den Jahren 1927 und 1928 war er hierfür mehrfach persönlich bei Therese Neumann, um der Ursache ihrer Blutungen auf den Grund zu gehen. Seinen kritischen Untersuchungsbericht vom März 1928 über seine Beobachtungen bei Neumann schließt er „mit einem großen Zweifel“.
Nach der Machtübergabe an die NSDAP im März 1933 unterschrieb er, wie alle anderen Professoren der Regensburger Hochschule auch, zum 11. November 1933 das sogenannte Bekenntnis der Professoren an den deutschen Universitäten und Hochschulen zu Adolf Hitler und dem nationalsozialistischen Staat.
Killermann unternahm verschiedene Forschungsreisen, u. a. nach Skandinavien (1901), Korsika (1905), Palästina (1907) und nach Süd- bzw. Südosteuropa.
1933 wurde er – als Nachfolger von Ludwig Spilger, der das Amt ab 1930 nach dem Tod von Hans Kniep bekleidete – zum ersten Vorsitzenden der Deutschen Gesellschaft für Pilzkunde gewählt und bemühte sich nach dem Zweiten Weltkrieg um deren Reorganisation. Seine mykologischen Hauptarbeitsgebiete waren die Regensburger Lokalfloristik und Systematik der Pilze. Dabei veröffentlichte er vor allem Arbeiten über Thelephoraceae, Hydnaceae und Polyporaceae. Für den 6. Band des von Adolf Engler und Carl Prantl herausgegebenen Werkes „Natürliche Pflanzenfamilien“ übernahm Killermann die Bearbeitung der Hymenomyceten. Außerdem befasste er sich in mehreren Artikeln mit der Geschichte der Mykologie.

## Ehrungen
Killermann erhielt 1954 die Albertus-Magnus-Medaille für Kunst und Wissenschaft der Stadt Regensburg. Zudem hatte die Stadt Regensburg Killermann posthum in der Amtszeit von CSU-Bürgermeister Hans Herrmann (1952–1959) durch die Bezeichnung einer Straße mit seinem Namen geehrt. Im Jahr 2011 wurde Killermann dann vom Lehrerkollegium der Regensburger Grundschule Prüfening in der Killermannstraße, auch als Namenspatron für den damals im Bau befindlichen Neubau der Grundschule ins Gespräch gebracht. Nachdem dann aber bekannt wurde, dass Killermann das „Bekenntnis zu Adolf Hitler“ unterstützt hatte, wurde der Vorschlag fallengelassen.

## Schriften
- Über die Sutura palatina transversa und eine Betheiligung des Vomer an der Bildung der Gaumenfläche beim Menschenschädel. 1 Bl., 32 S., Dissertation zur Erlangung der Doktorwürde Universität München. Archiv für Anthropologie 22(4), 1894.
- Die Vogelkunde des Albertus Magnus (1207–1280), Verlagsanstalt Regensburg 1910.
- Die Miniaturen im Gebetbuche Albrechts V. von Bayern (1574). Ein Beitrag zur Geschichte der Insekten- und Pflanzenkunde (= Studien zur deutschen Kunstgeschichte 140), Heitz, Straßburg 1911.
- Die Blumen des heiligen Landes. botanische Auslese einer Frühlingsfahrt durch Syrien u. Palästina. Leipzig 1916.
- Die Blumen des heiligen Landes. Botanische Auslese einer Frühlingsfahrt durch Syrien und Palästina; mit einer Bestimmungstabelle sowie 5 Taf. und 60 Abb. im Text. Hinrichs, Leipzig 1917.
- Pilze aus Bayern. Kritische Studien, besonders zu M. Britzelmayr, Standortsangaben u. (kurze) Bestimmungstabellen: Hymenomyzeten, 7 Teile, Verlag der Regensburgischen Botanischen Gesellschaft, Regensburg 1922–1940.
- Urgeschichte und Rassenkunde des Menschen. Das Buch der Natur. Verlagsanstalt Regensburg, 1931.
- Felix Fabri, O. Pr., Reise in das Heilige Land 1483, besonders nach der naturkundlichen Seite gewürdigt. In: Das Heilige Land Jahrgang 77/78, 1933/34, S. 80–86, 119–127.
- Diluviale Pilzreste von Ehringsdorf. In: Berichte der Deutschen Botanischen Gesellschaft; Band 56, 1939, S. 503–508.
- Jakob Christian Schaeffers Papierversuche 1765-1772. In: Sankt Wiborada 3, 1936, S. 93–96.
- Die in den illuminierten Dioskurides-Handschriften dargestellten Pflanzen (= Denkschriften der Regensburger Botanischen Gesellschaft. Band 24, Neue Folge, Band 18). Regensburg 1955, S. 3–64.